# Lípa ve Vítkově
Lípa ve Vítkově, je památný solitérní strom - lípa velkolistá (Tilia platyphyllos Scop.). Roste v centrální části Vítkova v okrese Opava. Geograficky se také nachází v pohoří Vítkovská vrchovina v Moravskoslezském kraji v Horním Slezsku.

## Historie a popis
Lípa ve Vítkově, která se nachází u parku mezi Husovou a Lidickou ulicí, má neobvyklý a zajímavý habitus. Esteticky výrazná a nízko posazená široká koruna má bohaté větvení nízko nad zemí. Strom je uvnitř kmene poškozen a tak jsou koruna i kmen zajištěna pomocí ocelových lan a ocelových obručí a kmenová dutina je vyzděna. První ošetření stromu proběhlo v 70. letech 20. století. Podle údajů z roku 1972:
| Výška stromu:                   | 25,0 m               |
| Obvod kmene (ve výčetní výšce): | 7,30 m               |
| Ochranné pásmo stromu:          | vyhlášené dle zákona |
| Datum prvního vyhlášení:        | 14. ledna 1972       |

## Další informace
Lípa je celoročně volně přístupná. V blízkosti se nachází také památná Vítkovská lípa.

## Galerie

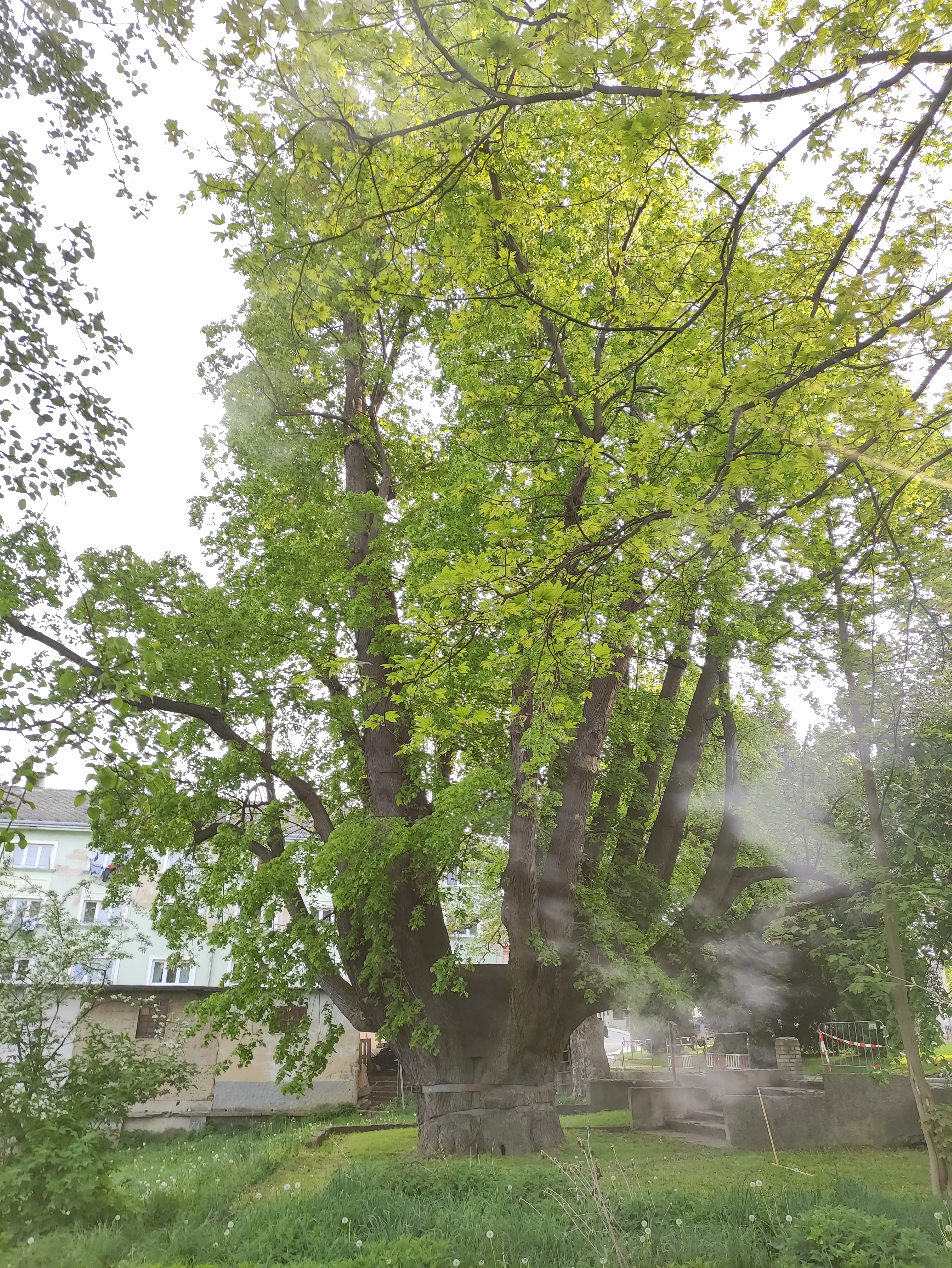
Celkový pohled na strom
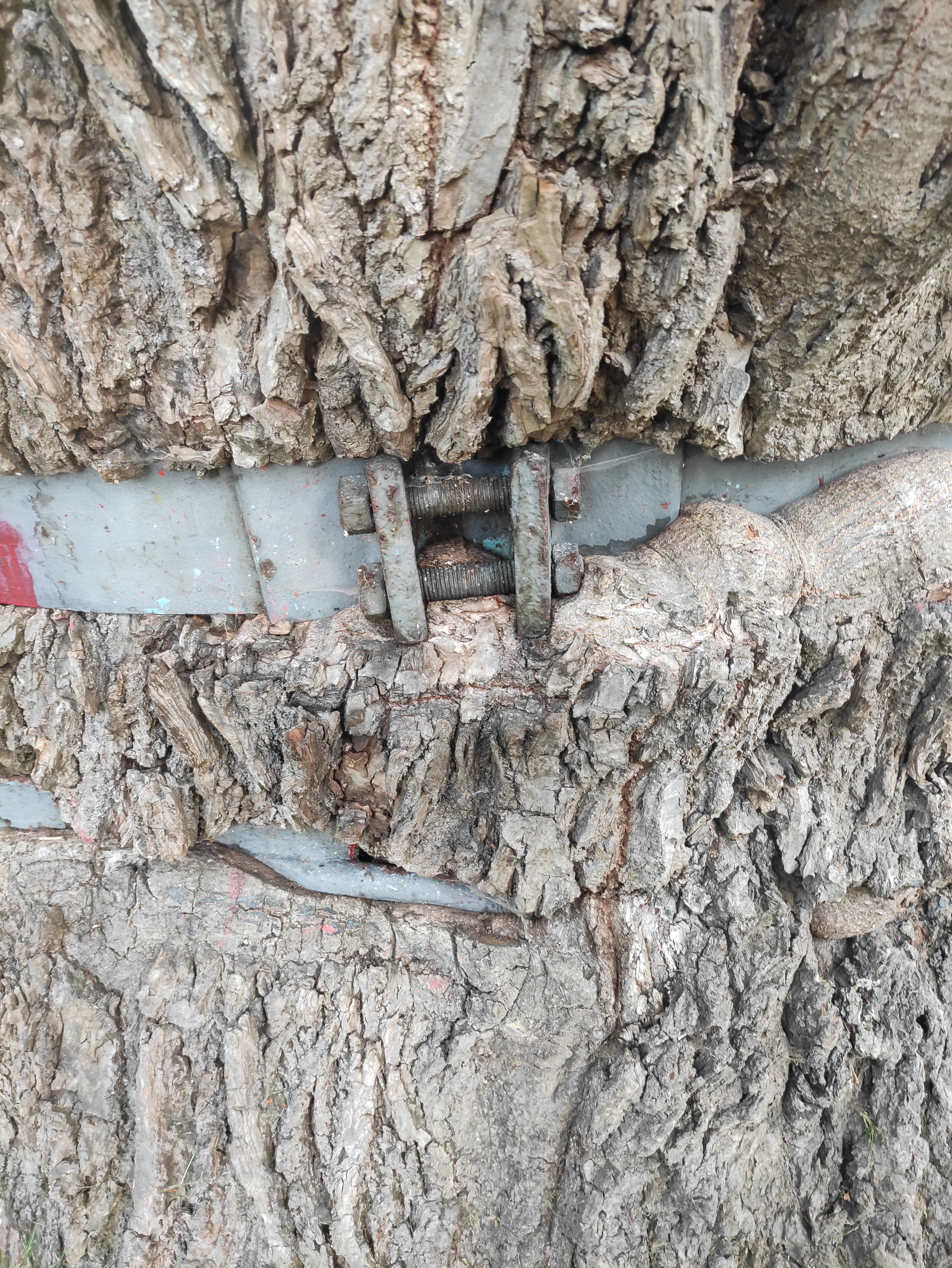
Ocelová obruč na kmeni
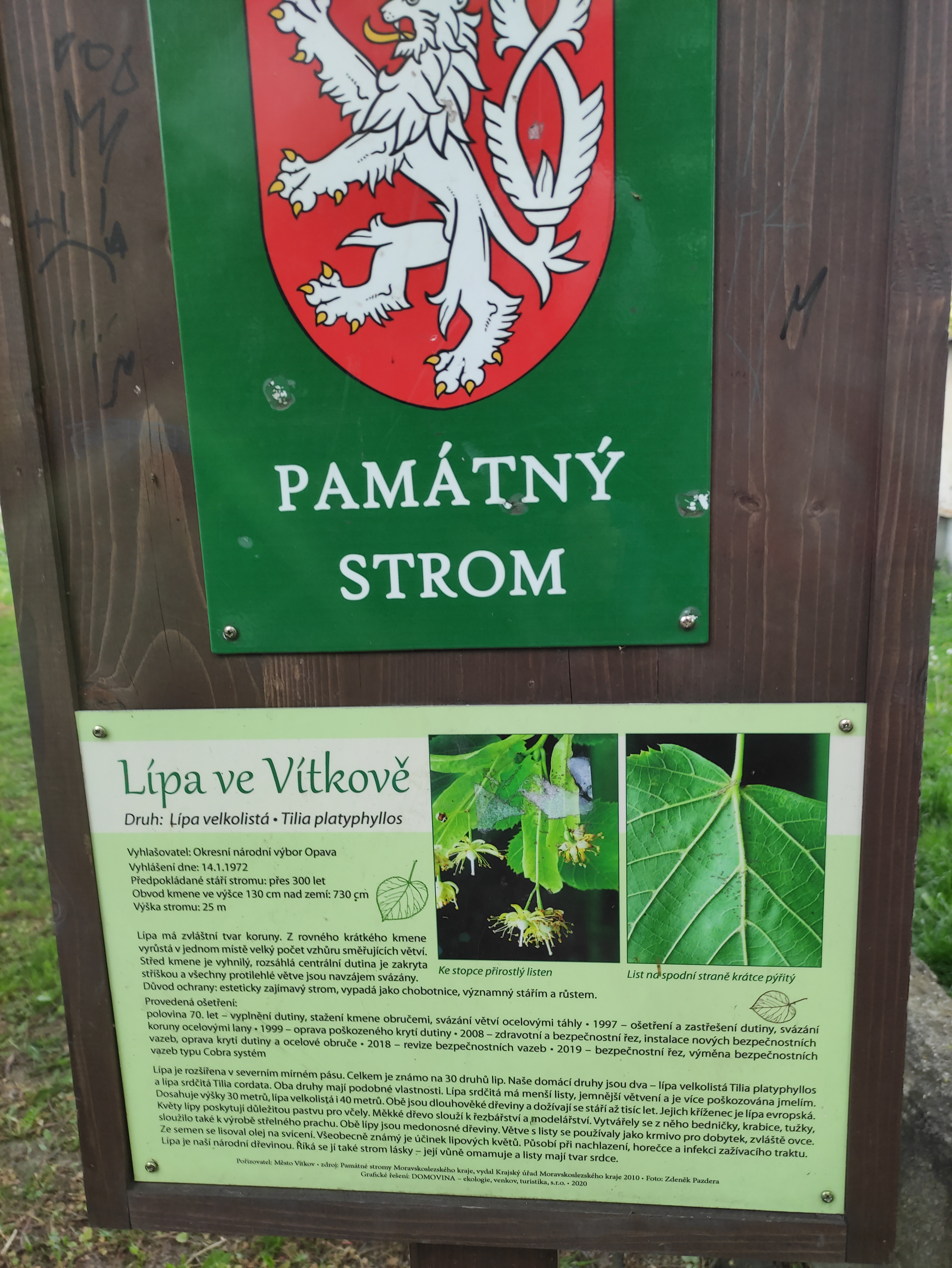
Informační panel u stromu